# Giorgio Trevisan
Pour les articles homonymes, voir Trevisan.
Giorgio Trevisan, né le 13 octobre 1934 à Merano et mort le 5 octobre 2024, est un illustrateur et un dessinateur de bande dessinée italien.

## Œuvre
- Baroud, Éditions Lug, collection Série Carré d'As

46. L'Espion fantôme, scénario de Renzo Barbieri, dessins de Giorgio Trevisan et Sandro Angiolini, 1969
47. Première mission officielle, scénario collectif, dessins de Giorgio Trevisan, 1969
- Blek, Éditions Lug, collection Lug Aventures

Numéro 391, scénario collectif, dessins de Giorgio Trevisan et EsseGesse, 1983
- L'Histoire de l'Ouest, scénario de Gino D'Antonio, Clair de Lune, collection Encre de Chine-Fumetti

Tome 2, dessins de Renato Polese, Giorgio Trevisan, Sergio Tarquinio et Renzo Calegari, 2012  (ISBN 978-2-353-25398-2)
Tome 3, dessins de Renato Polese, Giorgio Trevisan et Sergio Tarquinio, 2012  (ISBN 978-2-353-25453-8)
- Long Rifle, Aventures et Voyages, collection Mon journal

54. Représentation de gala, scénario de Carlos Albiac, Giancarlo Berardi et Ennio Missaglia, dessins de Giorgio Trevisan, Vladimiro Missaglia et Ernesto Garcia Seijas, 1982
66. Sur les traces de Sitting Bull, scénario de Cyril Price, Giancarlo Berardi, Héctor Oesterheld et Ennio Missaglia, dessins de Giorgio Trevisan, Cyril Price, Vladimiro Missaglia et Juan Zanotto, 1983
85. À deux pas du paradis, scénario de Ray Collins, Giancarlo Berardi et Tiziano Sclavi, dessins de Giorgio Trevisan, Stefano Di Vitto et Arturo del Castillo, 1985
- Marco Polo, Aventures et Voyages, collection Mon journal

184. La Montagne d'or, scénario de Frank Pepper, Mario Basari et Jean Ollivier, dessins de Mario Rossi, Giorgio Trevisan et Enzo Chiomenti, 1979
- Mustang, éditions Lug

Numéro 106, scénario de Gian Luigi Bonelli, dessins de Giorgio Trevisan et Aurelio Galleppini, 1985
Numéro 107, scénario de Gian Luigi Bonelli, dessins de Giorgio Trevisan et Aurelio Galleppini, 1985
- Amour et enfer, scénario de Gino Lubich, dessins de Giorgio Trevisan et Dino Battaglia, Fleurus, collection Vivants Témoins, 1977